# Izvoru (okręg Ardżesz)
Izvoru – wieś w Rumunii, w okręgu Ardżesz, w gminie Izvoru. W 2011 roku liczyła 2292 mieszkańców.